# オーバーニュFC
オーバーニュ・フットボル・クルブ（Aubagne Football Club） は南フランス・マルセイユの東の郊外の町オーバーニュを本拠地とするサッカークラブ。
2024-25シーズンはフランス全国選手権（3部）に所属する。

## 歴史
1989年、アンタント・オーバーニュ(Entente aubagnaise,1941年設立)、ジュネス・スポルティヴ・オーバーニュ(Jeunesse sportive aubagnaise,1959年設立)、SOシャレル・オーバーニュ(SO Charrel Aubagne)の3クラブが合併して発足。

2010-11シーズンの地中海地域リーグ・Division d'Honneur(6部)で2位に入り次シーズンのフランスアマチュア選手権2参入を決める。
2024年4月27日、イエールFC戦に勝利し昇格決定。2024-25シーズンはクラブ史上初となるフランス全国選手権(3部)での戦いとなる。

## タイトル

### 国内タイトル
- フランス全国選手権2：1回

2023-24 グループA首位・総合優勝

## 歴代所属選手

### トップ所属選手
- ヌーノ・ダ・コスタ 2011–15

### 下部組織出身選手
- ヨアン・モロ 2003–04
- ラミーヌ・ガサマ 2005–06
- ヴァランタン・エイセリック 2006–07
- ブライアン・ダボ 2006–07